# Tábara
Tábara es un municipio y localidad española de la provincia de Zamora, en la comunidad autónoma de Castilla y León.
Capital de la comarca conocida como Tierra de Tábara, cuenta con una iglesia románica declarada bien de interés cultural en 1931, célebre sobre todo por su torre. Aquí estuvo asentado el famoso monasterio tabarés, dedicado a San Salvador, fundado por San Froilán a finales del siglo IX. En él, según las crónicas, llegaron a reunirse seiscientos monjes de ambos sexos, y de él salió también el afamado beato mozárabe que lleva el nombre del lugar. También fue durante siglos capital del señorío de su nombre, elevado posteriormente a Marquesado de Távara, título nobiliario español, creado en 1541.

## Toponimia
Según E. Bascuas, este topónimo estaría formado a partir de la base paleoeuropea *tab(h)- o *taw-, derivada de la raíz hidronímica indoeuropea *tā- que significaría 'derretirse', 'fluir'.

## Geografía
La villa de Tábara se encuentra situada en el centro norte de la provincia de Zamora, a una altitud de 744 m s. n. m., siendo el centro de lo que geológicamente se conoce como depresión de Tábara, junto a las estribaciones de la sierra de la Culebra, próxima a las sierras de las Cavernas y de las Carvas. Su estratégica situación en el centro del valle, y su condición reconocida de lugar de paso obligado para algunas de las más concurridas rutas del noroeste peninsular, han marcado de una forma determinante su trayectoria histórica.

| Noroeste: Ferreras de Arriba  | Norte: Ferreras de Abajo, Villanueva de las Peras y Pueblica de Valverde | Nordeste: Friera de Valverde  |
| Oeste: Riofrío de Aliste      |                                                                          | Este: Faramontanos de Tábara  |
| Suroeste: Moreruela de Tábara | Sur: Pozuelo de Tábara                                                   | Sureste: Ferreruela de Tábara |

## Historia

### Edad Media
Su historia documentada se remonta, cuando menos, a la Alta Edad Media. Por aquella época, Tábara fue un importante centro monástico de amplia resonancia en el Reino de León, conocido como San Salvador de Tábara. El cenobio, cuyo asentamiento fue posiblemente edificado sobre anterior ocupación visigoda, fue fundación de San Froilán a finales del siglo IX por encargo de Alfonso III, según se relata en la Biblia mozárabe de la catedral de León.
La Biblia mozárabe de la catedral de León también nos informa que el monasterio congregaba a una comunidad dúplice, formada por seiscientos monjes de ambos sexos, dato que pone de manifiesto la importancia de su fundación. Allí, a finales del siglo X, hubo un scriptorium en el que copiaron e iluminaron una serie de Beatos como el Beato de Tábara que fue comenzado por el pintor calígrafo Magius, aunque fue terminado por su discípulo Emeterio en el 968 con la ayuda de Senior y la iluminadora Ende. Relacionados directamente con este Beato existen otros códices custodiados en diversos archivos y bibliotecas nacionales y extranjeros, entre los que destacan ya de una época posterior los de Turín y Las Huelgas.
El cenobio pudo verse afectado por las expediciones califales hacia el norte, especialmente la de Almanzor del 988, sufriendo el impacto de las tropas andalusíes y corriera igual suerte que los cenobios de Eslonza y Sahagún, que fueron incendiados, lo que daría pie a una restauración en el siglo XI. Posteriormente, y sobre las ruinas del antiguo cenobio, se levantó la iglesia de Santa María, cuya consagración tuvo lugar en 1137 por el obispo Roberto de Astorga, según epígrafe situado junto a la puerta meridional.
La villa tabaresa también fue posesión de la infanta Elvira, hermana del rey Alfonso VI de León, pues en su testamento, fechado el 11 de noviembre de 1099 en Tábara, deja ésta con otras posesiones a su sobrina-nieta Sancha: «Et mando a mea nepta Sancia que crio Tauara et Bamba et Sancto Micael cum adiuntionius suis de Scalata». Esta infanta, con su hermana Urraca de Zamora, recibirían buena parte de los monasterios vinculados a la corona real, por lo que es posible que el de Tábara mantuviera su vida monástica durante este periodo.
La división de Wamba, documento apócrifo de principios del siglo XII, menciona a Tábara como uno de los límites de la diócesis de Zamora: «Ell obipado de Numancia, esta es Çamora, tenga por Penna Gusendo fasta Tormes o son los bannos de Val de Rey que yazen sobrel, et dalli fasta en Duero, e de Villalal fasta Oter de Fumus assi como ua acerca de Río Seco fasta Breto, e de Tauara fasta en Duero».
Sancha, hermana del emperador Alfonso VII de León, entregó a su vez, según la Crónica de Veinte Reyes, todo el Valle de Tábara a la Orden del Temple. No existe una fecha exacta de la cesión, pero dado que su muerte se produjo en 1159 y que en 1129 figura como tenente de la bailía templaria asentada en esta localidad, fue una de las más antiguas del reino de León. La presencia de caballeros templarios en el valle generó, durante un tiempo, conflictos por los derechos episcopales del obispo de Astorga, especialmente por la negativa templaria a que el prelado administrara el sacramento de confirmación en las iglesias que ellos tenían en Tábara.

### Edad Moderna
A mediados del siglo XV la villa pertenecía a la familia Almansa, cuyo dominio se extendía también a Alcañices y Mombuey. Comienza así lo que sería el Señorío de Tábara, que con el tiempo llegó a manos de la familia Pimentel. Así, en 1497 Pedro Pimentel Vigil de Quiñones -hijo del III Conde de Benavente, don Alfonso Pimentel- fundó mayorazgo sobre la villa de Tábara. En 1541 Bernardino Pimentel y Enríquez -hijo de Pedro Pimentel y doña Inés Enríquez- recibió de Carlos I el título de Marqués de Tábara, que al año siguiente se vería incrementado con la compra a la corona del señorío de Villafáfila, que a su vez, había pertenecido hasta el año anterior a la Orden de Santiago.
Los Pimentel trataron de emular en la villa una corte aristocrática del Renacimiento. Construyeron su casa-palacio, con portada
plateresca -cuyos restos permanecen aún en la actual plaza mayor, donde campean los escudos familiares-. Tras la residencia, el jardín con estanque y más allá, hacia el sureste, el bosque, espacios éstos para el recreo y la caza, al igual de los que disfrutaban sus parientes en Benavente. Pero también, al igual que estos últimos, residían principalmente en Valladolid, donde se encontraba su palacio principal.
La extensión del Marquesado se extendía, además de la villa tabaresa, a los lugares de Moreruela de Tábara, Faramontanos de Tábara, San Martín de Tábara, Santa Eulalia, Litos, Escober, Ferreras de Arriba, Ferreruela. El territorio se incluía jurisdiccionalmente dentro del Adelantamiento Mayor del Reino de León, cuyo alcalde mayor informaba en 1571 que la villa de Tábara contaba con cuarenta vecinos.
En 1559 los marqueses fundaron en la villa de Tábara un convento que, bajo la advocación de Nuestra Señora de Jesús, estuvo regido en un primer momento por los frailes de la Orden de San Jerónimo. Estos dotaron un colegio en el que se enseñaba latín, artes y teología, contando además con lectores de gramática, casuística y moral, llegando a contar la escuela con 150 alumnos. El acuerdo inicial con los Jerónimos fracasó a la muerte del marqués, Bernardino Pimentel, ya que su hijo no debió seguir las condiciones estipuladas, lo que conllevó a que los monjes Jerónimos abandonaron la casa, y el convento se entregara el 1 de enero de 1580 a los dominicos, que permanecerían allí hasta su exclaustración en 1835.
Por el Catastro de Ensenada (1751), sabemos que el señorío de Tábara recibía el total de los diezmos de la villa, junto con otros diezmos de su jurisdicción. Ya en estas fechas, la villa de Tábara se destacaba en población, con 74 vecinos. A finales del siglo XVIII (1787) contamos con otro censo, en el que se contabiliza el número de habitantes: la Tierra de Tábara alcanza los 1209, de los que corresponden a Tábara 293, a Faramontanos 133, y a Pozuelo 102, que son los tres núcleos que sobrepasan el centenar.
A finales del siglo XVIII Tábara encabezaba uno de los partidos en que se dividía la provincia de Zamora, tal y como reflejaba en 1773 Tomás López en Mapa de la Provincia de Zamora, y según consta en la obra España dividida en provincias e intendencias y subdividida en partidos, que impulsó en 1785 el Conde de Floridablanca.

### Edad Contemporánea

#### SigloXIX

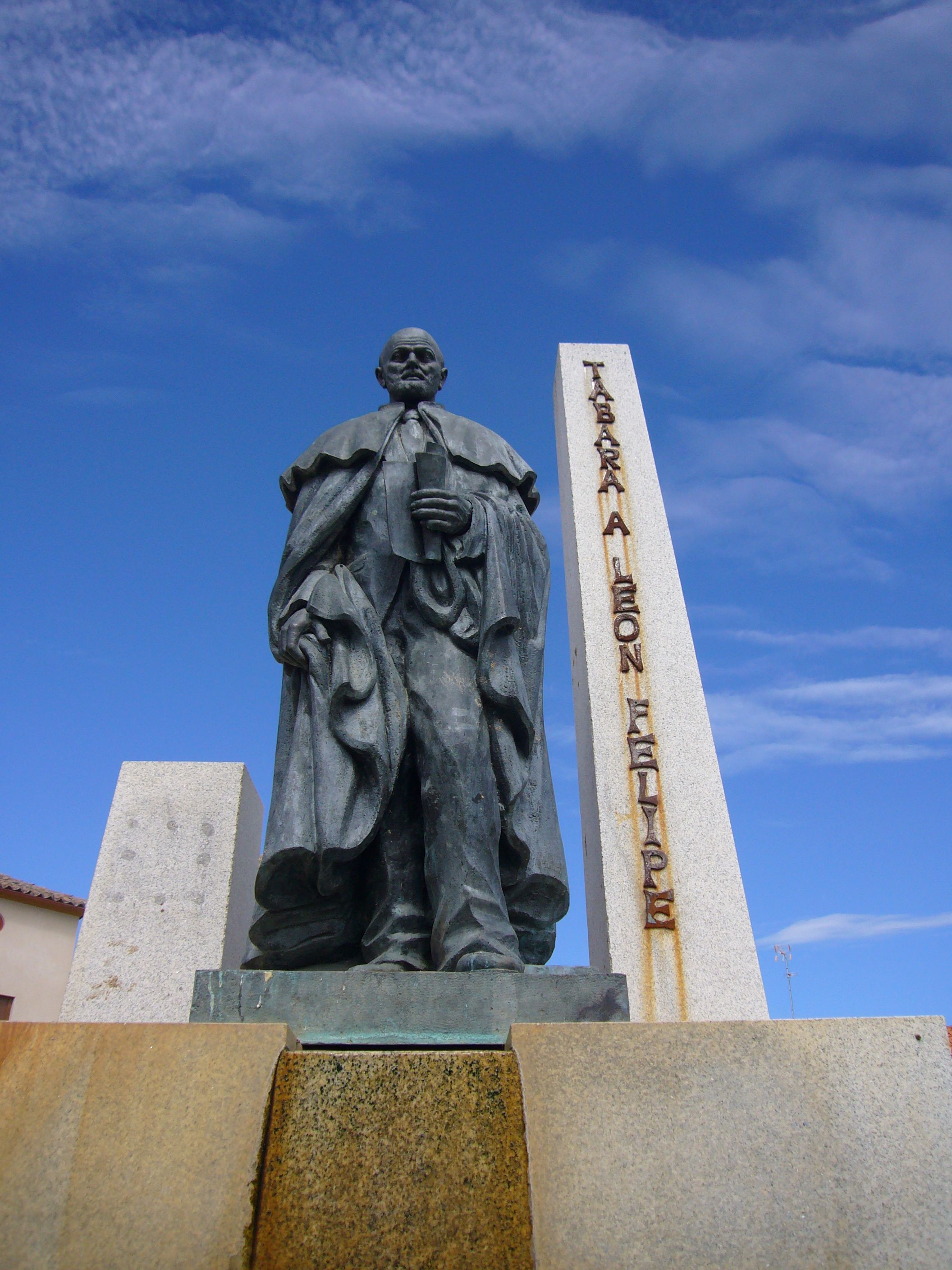
Monumento a León Felipe, poeta nacido en Tábara en 1884

A inicios del siglo XIX, durante la ocupación francesa, en tiempos de José Bonaparte, el territorio tabarés pasó teóricamente, junto con buena parte de la provincia de Zamora, a formar parte de la prefectura de Salamanca, si bien con el estallido de la Guerra de Independencia esta división no llegó a implementarse en la práctica.
Con el Trienio Liberal (1820-1823) y la división provincial de 1822, Tábara fue adscrito a la provincia de Zamora, hecho que corroboró la división provincial de 1833, que situó a la villa en la provincia zamorana, dentro de la Región Leonesa, quedando integrada asimismo, con la creación de nuevos partidos judiciales en 1834, en el partido de Alcañices, dependencia que se prolongó hasta 1983, cuando fue suprimido el mismo e integrado en el partido judicial de Zamora.
A mediados del siglo XIX, el caserío de Tábara estaba constituido por 200 viviendas, la mayor parte de un solo piso, que albergaban a 175 vecinos y una población total de 700 habitantes. Por la villa tabaresa pasaba un camino que iba desde Zamora a Sanabria y Galicia, mientras que el correo le llegaba desde Benavente. La producción agrícola era de trigo, centeno, legumbre y hortalizas y se pastoreaban ganados de vacas, cabras y ovejas, celebrándose los martes un mercado semanal.
Abolido el régimen señorial por la acción primero de las Cortes de Cádiz en 1811 y luego por la ley de 1837, los vecinos de la villa y tierra de Tábara pleitearon por conseguir la supresión de las rentas y prestaciones que debían dar al marquesado, sin conseguirlo. En 1844 el juzgado de primera instancia de Alcañices fallaba a favor del marqués como «señor territorial y salariego de la villa de Tábara y pueblos que habían integrado ese marquesado». De nuevo el Tribunal Supremo en 1867 dio la razón al marqués contra las pretensiones de los vecinos de los pueblos de la Tierra tabaresa.
A finales del siglo XIX los herederos de la duquesa viuda de Pastrana, en quien recaía el marquesado, decidieron vender prácticamente todas las viejas rentas señoriales. Uno de los grandes compradores fueron José Rodríguez, vecino de Benavente y el senador Andrés Trueba y Pardo, vecino de Tábara. La viuda de Andrés Trueba debió vender buena parte de los mismos a Agustín Alfageme Pérez, vecino de Madrid.

#### SigloXX

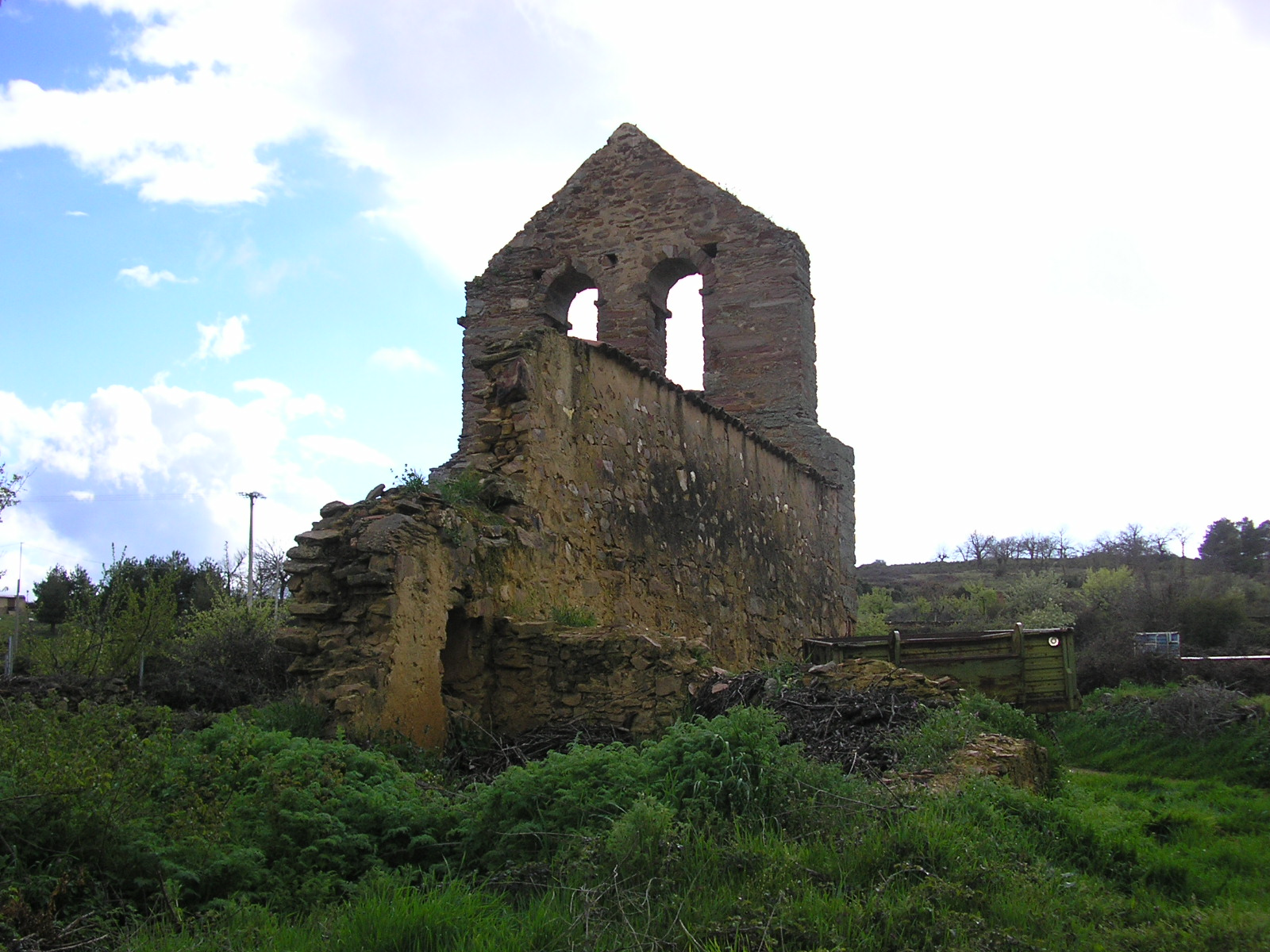
Iglesia en ruinas cerca de Tábara

La crisis agraria que asolaba España a finales del siglo XIX y comienzos del siglo XX tuvo también sus repercusión en la villa. En febrero de 1911 una multitud de vecinos, en su mayor parte niños y mujeres recorrieron las calles dando mueras a don Agustín Alfageme, vecino de Madrid, propietario del monte El Encinar y dueño del antiguo palacio del marqués de Tábara. A las ocho de la tarde el motín se reprodujo participando ahora el pueblo en masa: apedrearon los balcones y miradores del palacio, partieron las puertas de las paneras y se apoderaron de 800 fanegas de trigo; finalmente incendiaron los edificios, entre ellos parte del palacio y del exconvento, destrozaron los muebles de la casa palacio y talaron los árboles del jardín. El motín de Tábara hay que situarlo dentro de la crisis agraria que afectó a toda la provincia.
La Segunda República trajo animación e inquietudes a la villa: grupos de teatro, Casa del Pueblo... No obstante al llegar 1936, estalló la guerra civil española instaurándose el régimen del general Franco. Tras la época de autarquía, a partir de 1960 se produjo en la localidad una época de emigraciones, no sólo al País Vasco, Madrid y Cataluña sino también al extranjero, hecho que provocó que muchas industrias locales (harineras, fábricas de velas...) se fueran a pique.
A mediados del siglo XX se creó la reserva de la sierra de la Culebra con la consiguiente plantación de pinos. De esta reserva, pertenecen a Tábara unas dos mil hectáreas.
En 1970 la ley de educación Villar Palasí trajo consigo la construcción del colegio comarcal León Felipe, el cual, en 1994 se transformó en colegio rural agrupado.

## Demografía
Tábara cuenta con una población de 748 habitantes (INE 2024).

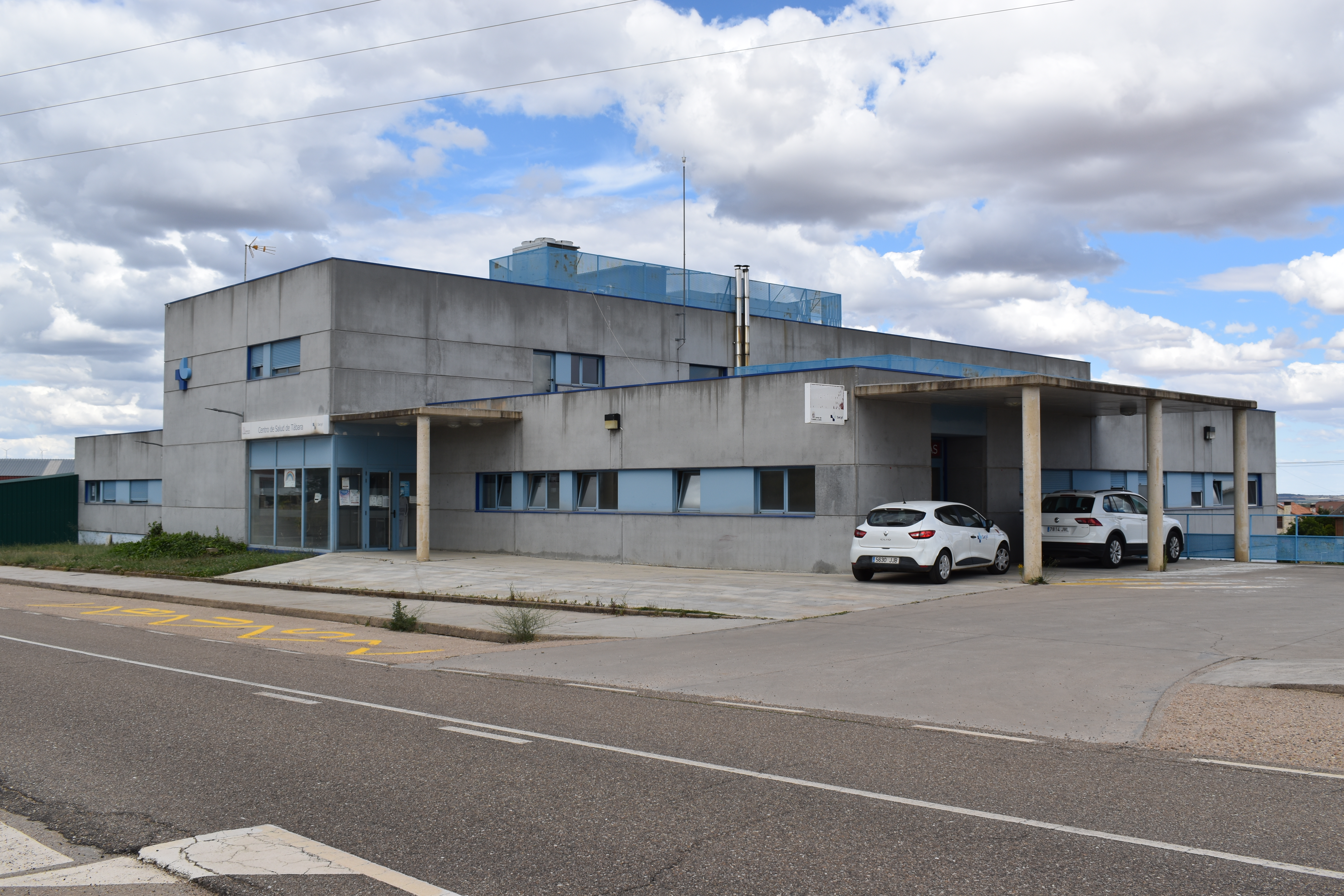
Centro de salud

| Gráfica de evolución demográfica de Tábara entre 1842 y 2021 |
| |
| Población de derecho según los censos de población del INE Población de hecho según los censos de población del INEEn este censo se denominaba TabareSanabria-: 1842 En estos censos se denominaba Távara: 1857 y 1860 |

## Administración y política

### Gobierno municipal
El Ayuntamiento de Tábara es la institución pública que rige al municipio dentro de su autonomía como administración local. Tiene su sede en la plaza Mayor, en el edificio de la casa consistorial, una construcción del siglo XX con una arquitectura nada representativa de la arquitectura alistana que ha pervivido históricamente en el municipio y en la comarca.
La corporación municipal es la organización política que gobierna la villa y está compuesta por un alcalde y 6 concejales al insertarse en la escala de 251 a 1000 habitantes que marca la Ley Orgánica de Régimen Electoral General. Los concejales son elegidos cada cuatro años, mediante sufragio universal, por los mayores de 18 años. El actual alcalde es Antonio Juárez Núñez, del Partido Socialista Obrero Español (PSOE) desde el 15 de junio de 2019, que gobierna en solitario con mayoría absoluta.
| Periodo   | Nombre                   | Partido | Partido                                  |
| --------- | ------------------------ | ------- | ---------------------------------------- |
| 1979-1983 | Joaquín Carro Fresno     |         | Unión de Centro Democrático (UCD)        |
| 1983-1991 | Ildefonsa Salgado Santos |         | Alianza Popular (AP)                     |
| 1991-1995 | Joaquín Carro Fresno     |         | Centro Democrático y Social (CDS)        |
| 1995-2019 | José Ramos San Primitivo |         | Partido Popular (PP)                     |
| 2019-act. | Antonio Juárez Núñez     |         | Partido Socialista Obrero Español (PSOE) |

| Partido político                                          | 2023  | 2023  | 2023       | 2019  | 2019  | 2019       | 2015  | 2015  | 2015       | 2011  | 2011  | 2011       | 2007  | 2007  | 2007       | 2003  | 2003  | 2003       |
| Partido político                                          | %     | Votos | Concejales | %     | Votos | Concejales | %     | Votos | Concejales | %     | Votos | Concejales | %     | Votos | Concejales | %     | Votos | Concejales |
| Partido Socialista Obrero Español (PSOE)                  | 54,97 | 337   | 4          | 52,33 | 303   | 4          | 40,37 | 218   | 3          | 24,26 | 140   | 1          | 14,31 | 96    | 1          | 34,92 | 242   | 2          |
| Partido Popular (PP)                                      | 44,69 | 274   | 3          | 46,45 | 269   | 3          | 58,89 | 318   | 4          | 73,14 | 422   | 6          | 65,72 | 441   | 5          | 62,91 | 436   | 5          |
| Agrupación de Electores Independientes Zamoranos (ADEIZA) | —     | —     | —          | —     | —     | —          | —     | —     | —          | —     | —     | —          | 18,33 | 123   | 1          | —     | —     | —          |

### Organización territorial
Dentro del término municipal de Tábara se encuentra el que fuera antiguo concejo y hoy barrio de San Lorenzo de Tábara.

### Elecciones autonómicas
| Logo | Partido político                                     | Votos | Porcentaje |
| ---- | ---------------------------------------------------- | ----- | ---------- |
|      | Partido Popular (PP)                                 | 151   | 32,4 %     |
|      | Partido Socialista Obrero Español (PSOE)             | 151   | 32,4 %     |
|      | Vox                                                  | 119   | 25,5 %     |
|      | Unión del Pueblo Leonés (UPL)                        | 15    | 3,2 %      |
|      | Ciudadanos-Partido de la Ciudadanía (Cs)             | 10    | 2,2 %      |
|      | Podemos-IU                                           | 7     | 1,5 %      |
|      | Por Zamora                                           | 3     | 0,6 %      |
|      | Zamora Decide                                        | 3     | 0,6 %      |
|      | Partido Animalista Contra el Maltrato Animal (PACMA) | 0     | 0,0 %      |
|      | Partido Regionalista del País Leonés (PREPAL)        | 0     | 0,0 %      |
|      | Partido Castellano-Tierra Comunera (PCAS-TC)         | 0     | 0,0 %      |

## Cultura

### Patrimonio

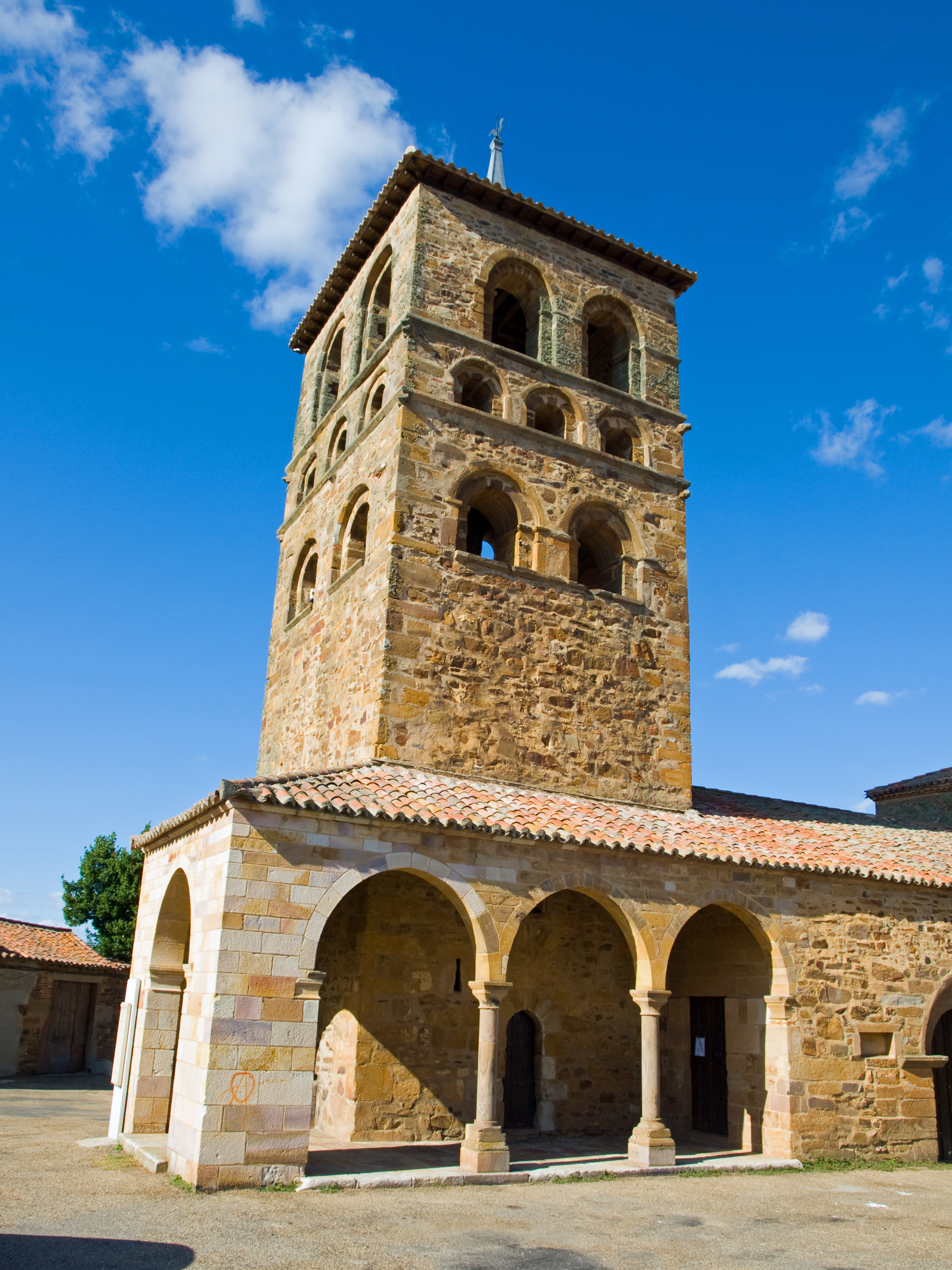
Torre de la iglesia

- Iglesia parroquial de Santa María: iglesia románica declarada BIC como monumento histórico el 3 de junio de 1931, consagrada con la advocación de Santa María en 1137, siendo su promotor Roberto obispo de Astorga, según su placa de consagración. Se sabe que hubo transformaciones en el pórtico de la iglesia en el siglo XII y XIV, y una remodelación completa en 1761 que transformaron la cabecera en semiesfera y el crucero con una falsa cúpula de yeso que no sobresale en el exterior. Lo más original es la torre que está construida a los pies de la iglesia, de planta cuadrada, que da a la iglesia una gran monumentalidad, posiblemente utilizaron la cimentación de la torre del monasterio por ser una obra que destaca en cuanto a proporciones y no tiene nada que ver con la iglesia. La planta de la iglesia con tres naves con puertas en el lado sur y norte con arquivoltas con ajedrezado decorando.[14]

- Iglesia parroquial de Nuestra Señora de la Asunción, también conocida como «El Convento», por haber servido al culto a diversas congregaciones religiosas, en los documentos históricos se le denomina de Santa María Jesús de Tábara. Construida en 1559 formando parte de la Casa-Palacio del marquesado de Tábara. Dicho convento fue regido, desde 1559, por los monjes Jerónimos, y desde 1580 hasta la exclaustración (1835), por los Dominicos. El marqués la utilizó como capilla de la familia, y cuando se produjo el motín de Tábara paso a manos particulares que luego la cedieron a la diócesis. Después de ser restaurada fue bendecida el 23 de agosto de 1925. En septiembre de 1991, a través de una vivienda particular adosada al templo, se descubre el acceso natural a una cripta-panteón bajo el crucero del templo. En principio, todo hace suponer que fuera originariamente concebido como enterramiento de los marqueses de Tábara y familiares más próximos. El abandono y posterior saqueo, motivado por la desamortización eclesiástica, nos ha privado de cualquier rastro tanto de los sepulcros como del consiguiente ajuar funerario.[14]
- Ermita, situada en el barrio de San Lorenzo, se encuentra en ruinas, aunque conserva la espadaña de mampostería de piedra de la zona.[15]
- Santuario de San Mamés.[15]
- Crucero.[15]
- Molino de Ramajal, situado en el arroyo Casal.[15]
- Casco urbano, en el que destaca el uso de elementos típicos de la arquitectura civil de la comarca.[15]
- Yacimientos arqueológicos como los de Los Barros, El Bosque, El Casal, Corral de los Moros, La Magdalena, Parador del Vildeo, San Juanico, San Mamed y el propio Tábara.[15]

### Fiestas
La fiesta principal de la villa tiene lugar el 15 de agosto, con la celebración de la festividad patronal de Nuestra Señora de la Asunción. Otras celebraciones notables son San Antón, San Blas, las Candelas, las Águedas, el domingo tortillero, Semana Santa, el Mayo, San Isidro, el Corpus, San Juan, el día de Todos los Santos y la Navidad, con especial referencia a la Nochebuena y el día de Reyes.

### Romerías
El lunes de la Octava de Pascua, los tabareses se desplazan cinco kilómetros, hasta la ermita de San Mamés, para celebrar la romería en honor a San Mamés y San Blas. Para esta celebración, es costumbre llevar ramos de roscas dulces que son subastados a la finalización de la misa. En la pradera se suele ofrecer una comida acompañada de baile.